# スティーブン・マッケナ (小説家)
スティーブン・マッケナ（Stephen McKenna、1888年2月27日 - 1967年9月26日）はイギリスの小説家。